# Xosé Manuel Domínguez Prieto
Xosé Manuel Domínguez Prieto (Madrid, 1962). Filósofo español que, desde el personalismo comunitario, ha desarrollado los fundamentos de la Psicología personalista y de la teoría y práctica del Acompañamiento personal.

## Trayectoria
Licenciado y Doctor en Filosofía por la Universidad Complutense de Madrid. Su tesis versa sobre el método moral en la ética de Xavier Zubiri. Simultanea su formación filosófica con estudios superiores de guitarra clásica en el Conservatorio de Madrid.
Profesor de enseñanza media en Galicia. En 1994 recibió el premio de Ensayo Espiral Maior. Comienza su producción filosófica y ensayística partiendo del personalismo y centrándose en la psicología personalista, la antropología de la familia y el Acompañamiento personal.
Entre 1993 y 2013 ejerce como profesor de Filosofía en Secundaria y Bachillerato, y de Historia de la Filosofía (UNED), Psicología de la persona y Antropología filosófica (UPSA) en diversos centros universitarios. Así mismo, imparte como profesor invitado, cursos y conferencias en la Universidad Católica de Ávila, la Universidad San Pablo CEU de Vigo y de Madrid, el IMDOSOC de México, la Universidad Católica de Córdoba (Argentina), la Universidad Católica de Asunción (Paraguay), la Universidad Galileo (Guatemala) y la Universidad Católica de San José (Costa Rica).
Desde el año 2000 colabora como docente y conferenciante con la Universidad Francisco de Vitoria y es miembro del equipo de investigadores del IIES (Instituto de Investigaciones Económicas y Sociales) de la misma.
En 2013 renuncia a su plaza de funcionario como profesor de filosofía para asumir la dirección y puesta en marcha del Centro de Acompañamiento familiar ‘Edith Stein’ de Orense, el Instituto da Familia y el Instituto Internacional de Acompañamiento, en los que ejerce el Acompañamiento personal, además de formar a otras personas en esta disciplina.
Desde 2015 dirige el Máster en Acompañamiento y Coaching familiar y matrimonial del Instituto da Familia, título propio y homologado por la UCAV.
En 2018, en colaboración con la Fundación Edelvives, inicia dos proyectos en línea centrados en acompañamiento educativo y dirigidos a docentes: +H29 y +Q2.
Actualmente es miembro del Instituto Emanuel Mounier, de la Asociación Española de Personalismo y de la Asociación de Escritoras e Escritores en Lingua Galega.

## Contribuciones filosóficas
Desde muy joven, a través de su padre, José Manuel Domínguez Rodríguez (profesor de Lógica en la UCM), de Alfonso López Quintás, Manuel Maceiras y Carlos Díaz (profesores también de la UCM), recibe una fuerte impronta de algunos filósofos existencialistas como Jaspers y G. Marcel; así como de diversos pensadores personalistas: Emmanuel Mounier, Xavier Zubiri, Martin Buber, D. von Hildebrand, Edith Stein y Karol Wojtyla principalmente. También la psicología humanista y existencialista influyen en su pensamiento y, no cabe duda de que, sus categorías, no podrían explicarse sin tomar en consideración su identidad y formación cristiana. Desde estos fundamentos, Xosé Manuel Domínguez Prieto lleva a cabo un desarrollo del personalismo filosófico que posteriormente aplica a las áreas de la psicología, la familia y la educación.
Concibe la persona como un ser unitario con máxima dignidad, con una estructura unitaria somática, psíquica y espiritual, llamada a crecer hacia su plenitud desde un sentido existencial y comunitario, es decir, desde otros, con otros y para otros. La clave del crecimiento personal está, según él, en el descubrimiento de la propia llamada y el compromiso con la misma mediante la elaboración de un adecuado proyecto de vida.  
Este esquema antropológico le permite repensar la psicología y la psicoterapia en torno al encuentro del acompañante y el acompañado, pues entiende el encuentro como el acontecimiento terapéutico por antonomasia. Su método está orientado a la plenitud personal y comunitaria y aborda las heridas interiores y las “infirmidades” (concepto acuñado por él y que diferencia ciertas formas inadecuadas de vivir como personas de las enfermedades biológicas y también de los trastornos psíquicos).
Desde esta psicología de la persona desarrolla una teoría y una práctica del Acompañamiento personal, disciplina que define como una forma de metacoaching, esto es, un proceso metódicamente reglado de encuentros que permiten una relación fructífera en la que uno que acompaña promueve, posibilita e impulsa que el otro (el acompañado) tome las riendas de su vida con responsabilidad y crezca en su ser personal, en sus relaciones comunitarias y en su capacidad creativa y de compromiso. Dicho proceso pasa por varias fases: toma de conciencia, metanoia, metacardia, proyecto y acción. 
Domínguez Prieto ha desarrollado una antropología del matrimonio y de la familia desde estos mismos fundamentos, considerando ambas realidades como comunidad de personas, llamadas a crecer a su plenitud, a vivir desde un sentido común y a dar de sí hacia otros.
Concibe también la educación como acontecimiento personalizante en el que se encuentran el educador con el alumno (o con otros educadores) y, mientras el primero crece, al segundo se le abren nuevos horizontes (el desarrollo de esta idea se denomina Teoría del Teachfullness). Así, si el profesor/a no crece como persona durante el proceso educativo, en el mejor de los casos, la educación terminará siendo mera transmisión de información o adiestramiento intelectual o laboral. 

## Publicaciones
- Acompañamiento educativo. El arte de cuidar y ser cuidado. Ed. Kahf. Edelvives, Madrid, 2022.
- Para hacer el camino. Fundación Amigos de la Barrera, Ourense, 2020. Traducido al gallego y al inglés.
- Más allá de tus heridas. Acompañamiento y sanación. Ed. Kahf. Edelvives, Madrid, 2019.
- Veinticinco lecciones para ser infeliz. PPC, Grupo SM, Madrid, 2018.
- El arte de acompañar. PPC, Grupo SM, Madrid, 2017.
- Despierta y alégrate. Caminos de sanación interior. PPC, Grupo SM, Madrid, 2016.
- Valores éticos. Fundación Amigos de la Barrera, Ourense, 2015. Traducido al gallego.
- Siendo familia. Fundación Amigos de la Barrera, Ourense, 2015.
- El profesor cristiano: Identidad y misión. PPC, Grupo SM, Madrid, 2013.
- El arte de la infelicidad. El Cercano, Ourense, 2013.
- Psicología de la persona. Editorial Palabra, Madrid, 2011.
- La persona infirme. Fundación Mounier, Madrid, 2010.
- ¿Por qué comprometerme? IMDOSOC, México, 2009.
- Antropología de la familia. BAC, Madrid, 2007.
- Llamada y proyecto de vida. PPC, Grupo SM, Madrid, 2007. Traducción polaca: Powolanie i projekt zycia. Ed. Espe, Cracovia, 2011.
- El hombre convocado. Ed. Progreso, México, 2007.
- El valor de la afectividad. Amor y sexualidad.  Ed. Progreso, México, 2007.
- El viaje de la vida. Ayuntamiento de Ourense - Escuela de Padres, Ourense, 2007.
- De todo corazón. Fundación Mounier, Madrid, 2007.
- Eres luz. La alegría de ser persona. Editorial San Pablo, Madrid, 2005.
- Razones para el compromiso. CCS, Madrid, 2004.
- La Razón moral en Zubiri. UCM, Madrid, 2003.
- Ética del docente. Ed. Mounier, Madrid, 2003. Traducido al italiano por la Universidad Salesiana de Roma, 2007.
- Xavier Zubiri. Baía Edicións, A Coruña, 2003.
- La familia y sus retos. Ed. Mounier, Madrid, 2002. Editado en Ed. Korn, Córdoba, Argentina, 2004.
- Emmanuel Mounier. Baía Edicións, A Coruña, 2002.
- Para ser persona. Ed. Mounier, Madrid, 2002 (14ª edición). Editado en Ed. Korn, Córdoba, Argentina, 2004; en Ed. Ara Puahú, Asunción, Paraguay, 2006; en la Cátedra Mounier de la Universidad Católica, Costa Rica, 2013 y en Editorial Premisa, Madrid, 2019.
- Fons societatis. Ganador del I Premio Liceo de Ourense de ensayo. Ourense, mayo de 2000. Publicada por el Liceo de Ourense en 2000.
- Viktor Frankl. Fundación Emmanuel Mounier\Imdosoc\Solitec, Madrid, 2000.
- Joaquina de Vedruna. Monte Carmelo, Burgos, 1999.
- Por unha ética da economía. Da ética neoliberal á ética personalista. Edicións do Castro, 1999.
- Alén da Libido. Do sexo á sexuidade. Ganador del I Premio Espiral Maior de Ensayo. A Coruña, 1998. Publicado en Espiral Maior, 1998.
- Sobre a alegría. Ensaio de antropoloxía metafísica. Espiral Maior, A Coruña, 1995.

Junto a otros autores ha publicado:
- Educa en positivo y lidera el cambio. Tecnos, Madrid, 2022.
- Antropología y psicología clínica. CEU, Madrid, 2013.
- La experiencia mística. Monte Carmelo/CiteS, Burgos, 2013.
- Introducción a la psicología personalista. Dykinson S.L, Madrid, 2013.
- Redescubrir el camino de la fe. XIII Jornadas de Teología. Instituto Teológico Compostelano, Santiago de Compostela, 2012.
- Ocho filósofos españoles contemporáneos. Diálogo Filosófico, Madrid, 2008.
- Concordia y violencia. Universidad de Santiago de Compostela, 2007.
- La búsqueda de sentido en el siglo XXI. Asociación Española de Logoterapia, Madrid, 2006.
- Diccionario galego de filosofía. Ed. TresCTres, Santiago de Compostela, 2005.
- Personalismo terapéutico. Ed. Mounier, Madrid, 2005.
- Diccionario de antropología creyente. Monte Carmelo, Burgos, 2004.
- Historia de la Filosofía. Carpeta de recursos - McGraw Hill, Madrid, 2004.
- Historia de la Filosofía. McGraw Hill, Madrid, 2003.
- La revolución personalista y comunitaria en Mounier. Ed. Mounier, Madrid, 2002.
- Blondel, Nédoncelle, Zubiri. Ed. Mounier, Madrid, 2002
- Historia da Filosofía. McGraw Hill Galicia, Madrid, 2001.
- Actas das Xornadas sobre Eladio Rodríguez González.  Xunta de Galicia, 2001.
- Castelao no seu tempo. Concello de Ourense, 2001.
- Ser cristiano en el siglo XXI. Universidad Pontificia, Salamanca, 2001.
- Diccionario de Pensamiento Contemporáneo. Ediciones San Pablo, Madrid, 1997.

Traducciones:
- Buber, M: Sanación y encuentro. Editorial Mounier, Madrid, 2005.
- Macmurray, J: Personas en relación.  Fundación Mounier, Madrid, 2007.

- Datos: Q12402829